# Медведєв Олександр Олександрович
Олександр Олександрович Медведєв (1900, місто Санкт-Петербург, тепер Російська Федерація — розстріляний 25 червня 1940) — радянський діяч органів держбезпеки, народний комісар внутрішніх справ Башкирської АРСР. Входив до складу особливої трійки НКВС СРСР. Депутат Верховної Ради СРСР 1-го скликання (1937—1939).

## Біографія
Народився в родині слюсаря. У 1911 році закінчив трикласне церковноприходське училище в Санкт-Петербурзі, у 1917 році — чотирикласне реальне училище в Петрограді.
У 1913 — квітні 1917 року — підручний слюсаря на заводі «Дюфлон і Константинович», підручний слюсаря на заводі Шихіна в Петрограді. У квітні 1917 — квітні 1918 року — слюсар на заводі «Дюфлон і Константинович» в Петрограді.
У квітні 1918 — березні 1919 року — слюсар депо станції Лодейноє Поле Мурманської залізниці. У 1919 році вступив до комсомолу.
Член РКП(б) з лютого 1919 року.
У березні — квітні 1919 року — рядовий боєць РСЧА на Карельському фронті.
У липні 1919 — лютому 1920 року — член Лодейно-Польського повітового комітету комсомолу (РКСМ), завідувач організаційного відділу Олонецького губернського комітету РКСМ.
У лютому 1920 — січні 1922 року — інструктор Дорпрофсожа, відповідальний організатор РКП(б) правління Мурманської залізниці в Петрограді.
У січні — жовтні 1922 року — політичний керівник, відповідальний організатор колективу РКП(б), помічник військового комісара РСЧА в Кронштадті та Петрограді.
У жовтні — листопаді 1922 року — помічник начальника міського училища Управління Мурманської залізниці в Петрограді. У листопаді 1922 — січні 1923 року — технік Управління Мурманської залізниці. У січні — вересні 1923 року — особливоуповноважений Наркомату праці СРСР при начальнику Мурманської залізниці. У вересні — жовтні 1923 року — помічник начальника Мурманської залізниці. У жовтні 1923 року — заступник начальника відділу заготівель Мурманської залізниці.
У жовтні 1923 — травні 1924 року — уповноважений Октябрьського залізничного відділу інформації ДПУ. У травні 1924 — вересні 1925 року — районий уповноважений Фінляндської залізничної ділянки ДПУ.
У вересні — грудні 1925 року — помічник уповноваженого 4-ї групи економічного відділу Повноважного представництва ОДПУ по Ленінградському військовому округу.
У грудні 1925 — травні 1926 року — уповноважений Ленінградського окружного транспортного відділу ОДПУ. У травні 1926 — лютому 1928 року — старший уповноважений Ленінградського окружного транспортного відділу ОДПУ. У лютому 1928 — лютому 1929 року — начальник частини Ленінградського окружного транспортного відділу ОДПУ.
У лютому 1929 — лютому 1931 року — начальник 1-го відділення економічного відділу Повноважного представництва ОДПУ по Ленінградському військовому округу. Одночасно у 1930—1931 роках — уповноважений Ленінградського обласного комітету ВКП(б) з будівництва Хібіногорська.
У січні 1931 — лютому 1932 року — начальник Управління робітничо-селянської міліції по Ленінграду Повноважного представництва ОДПУ по Ленінградському військовому округу.
У лютому — жовтні 1932 року — помічник начальника економічного відділу Повноважного представництва ОДПУ по Середній Азії.
У жовтні 1932 — березні 1935 року — начальник Самаркандського оперативного сектора ДПУ—НКВС і начальник особливого відділу Узбецької дивізії РСЧА.
У березні — червні 1935 року — в розпорядженні УНКВС Казахської АРСР. У червні 1935 року — в розпорядженні НКВС СРСР. У червні — жовтні 1935 року — заступник начальника економічного відділу УДБ УНКВС по Московській області.
У жовтні 1935 — вересні 1937 року — начальник Магнітогорського окружного (міського) відділу НКВС.
1 жовтня 1937 — 17 січня 1939 року — народний комісар внутрішніх справ Башкирської АРСР. Входив до складу особливої трійки, створеної за наказом НКВС СРСР від 30 липня 1937 року, брав активну участь в сталінських репресіях.
Заарештований у січні 1939 року. Засуджений Військовим трибуналом військ НКВС Приволзького округу 31 грудня 1939 року до страти. Розстріляний 25 червня 1940 року. Не реабілітований.

## Звання
- капітан державної безпеки (7.04.1936)

## Нагороди
- орден Червоної Зірки (19.12.1937)
- знак «Почесний працівник ВЧК-ДПУ (V)» (.05.1930)